# تموغه (روستای میرده سقز)
تموغه روستایی از توابع بخش مرکزی در شهرستان سقز است که در استان کردستان ایران قرار دارد.

## جمعیت
این روستا در دهستان میرده واقع شده و براساس سرشماری سال ۱۳۸۵، جمعیت آن ۶۰۰ نفر (۱۰۰ خانوار) بوده‌است.